# Jan Stecker

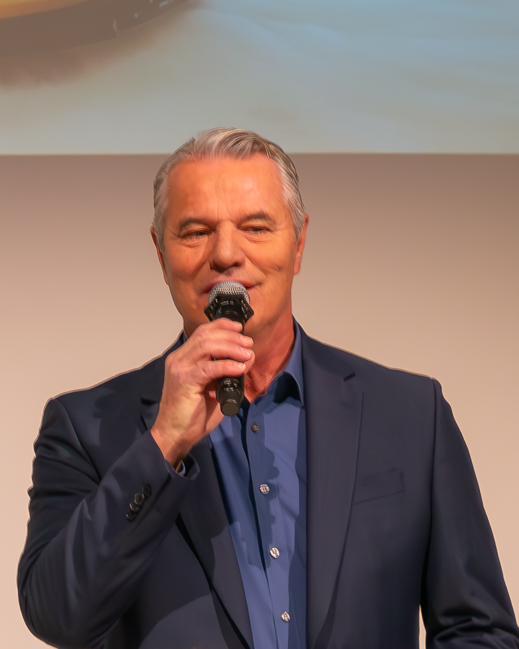
Jan Stecker, 2023

Jan Albert Stecker (* 2. Januar 1960 in Bergneustadt) ist ein deutscher Fernsehmoderator und ehemaliger Footballspieler. Bis 2015 moderierte er auf kabel eins die Sendung Abenteuer Auto und kommentierte die NFL bei ran Football.

## Leben
Jan Stecker spielte 1981 bis 1984 als Quarterback bei den Red Barons Cologne. Von 1985 bis 1992 spielte er auf der Position des Tight Ends bei den Cologne Crocodiles. Seit 1995 arbeitet Stecker als Moderator im Fernsehen. Er begann beim DSF, wo er Spiele der World League of American Football kommentierte. Ab Oktober 2000 war er unter anderem für Premiere tätig. Er moderierte bisher die Sendungen Offensiv StreitLive und NewsCenter im DSF und verschiedene Boxkämpfe auf Premiere.
Zwischen Januar 2000 und März 2015 moderierte er das Automagazin Abenteuer Auto auf kabel eins, das wegen ernüchternder Quoten nicht weiter fortgesetzt wurde. Im Anschluss war Stecker neben seinen weiteren Engagements für Sky Sport News HD tätig.
Gemeinsam mit Regina Halmich moderierte Stecker ab September 2007 die ProSieben Fight Nights, bereits 2004 moderierte er für den Sender Boxen – Eine Frage der Ehre. Bis zur Auflösung der NFL Europa im Jahr 2007 war er als Stadionsprecher des Düsseldorfer Footballteams Rhein Fire tätig. Im Jahr 2005 nahm er an der ersten TV total Stock Car Crash Challenge teil und belegte in der 1500-cm³-Klasse den ersten Platz. 2008 war er bei der Wok-WM dabei und wurde in der Gesamtwertung Letzter.
Im Bundestagswahlkampf 2009 moderierte er im Wechsel mit seinem Kollegen Thomas Wagner die Veranstaltungen mit Bundeskanzlerin Angela Merkel (CDU).
Zudem war er von 2012 bis 2023 als Experte für die NFL-Übertragungen ran Football auf ProSieben (früher Sat.1) tätig. Von September 2015 bis Anfang 2023 moderierte und kommentiert er die NFL-Übertragungen auf ProSieben Maxx.
Des Weiteren ist er als Master of Ceremonies für die PDC Europe bei der European Darts Tour aktiv.
Von März 2016 bis November 2018 war Stecker als Moderator für die MotoGP auf Eurosport tätig.
Stecker ist Teil des Vorstands seines ehemaligen Vereins, der Cologne Crocodiles.
Seit 2022 ist Stecker Spielleiter und Kommentator bei den Spielen bei Promi Big Brother.
Seit 2023 kommentiert er die NFL-Übertragungen auf den Sendern der RTL-Gruppe.
Jan Stecker ist verheiratet und hat zwei Söhne.